# Eidskog
Gmina Eidskog (norw. Eidskog kommune) – norweska gmina leżąca w regionie Hedmark. Jej siedzibą jest miasto Skotterud.
Eidskog jest 173. norweską gminą pod względem powierzchni.

## Demografia
Według danych z roku 2005 gminę zamieszkuje 6499 osób. Gęstość zaludnienia wynosi 10,14 os./km². Pod względem zaludnienia Eidskog zajmuje 152. miejsce wśród norweskich gmin.
| ludność stan na 1 stycznia 2005 |         |           |       |
|                                 | kobiety | mężczyźni | razem |
| osób                            | 3239    | 3260      | 6499  |
| %                               | 49,84%  | 50,16%    | 100%  |

| wykształcenie stan na 1 października 2004 |            |         |        |          |
|                                           | podstawowe | średnie | wyższe | nieznane |
| osób                                      | 1730       | 2849    | 523    | 115      |
| %                                         | 33,16%     | 54,61%  | 10,02% | 2,2%     |

## Edukacja
Według danych z 1 października 2004:
- liczba szkół podstawowych (norw. grunnskolar): 6
- liczba uczniów szkół podst.: 868

## Władze gminy
Według danych na rok 2011 administratorem gminy (norw. rådmann) jest Helge Meyer, natomiast burmistrzem (norw. ordfører, d. borgermester) jest Knut Gustav Woie.